# Podział administracyjny Kosowa
Kosowo podzielone jest na 5 regionów, które z kolei są podzielone na 30 gmin. Regiony zostały utworzone w 1999 roku przez administrację ONZ (UNMIK) i pokrywają się częściowo z wcześniejszymi okręgami wprowadzonymi przez władze serbskie, z tym, że mają inne nazwy. Regiony są wyłącznie pomocniczymi jednostkami, a głównymi jednostkami podziału terytorialnego kraju są gminy.
Do celów statystycznych Kosowo dzielone jest na 7 rejonów, czasami mylonych z jednostkami administracyjnymi.

## Regiony Kosowa

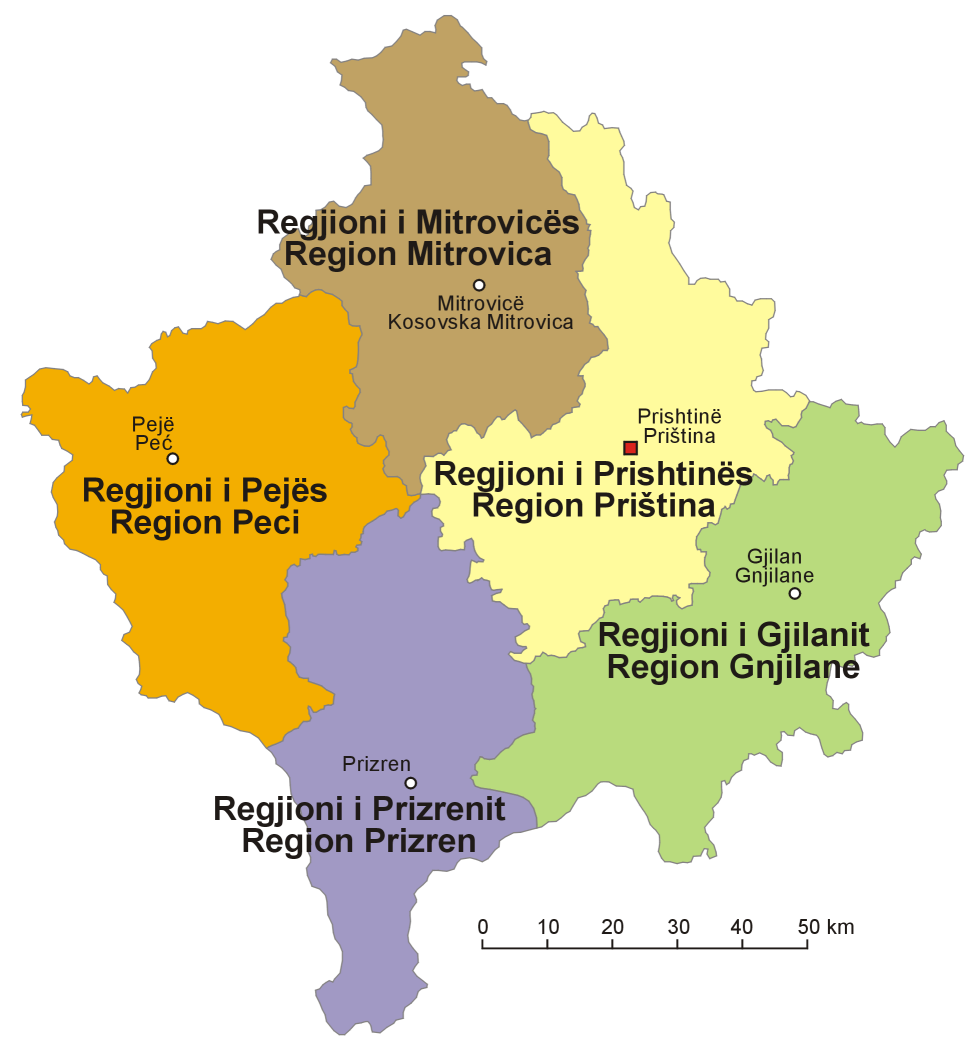
Regiony Kosowa

- Regjioni i Gjilanit / Region Gnjilane
- Regjioni i Mitrovicës / Region Mitrovica
- Regjioni i Pejës / Region Peć
- Regjioni i Prishtinës / Region Priština
- Regjioni i Prizrenit / Region Prizren

## Gminy Kosowa
1. Komuna e Deçanit / Opština Dečani

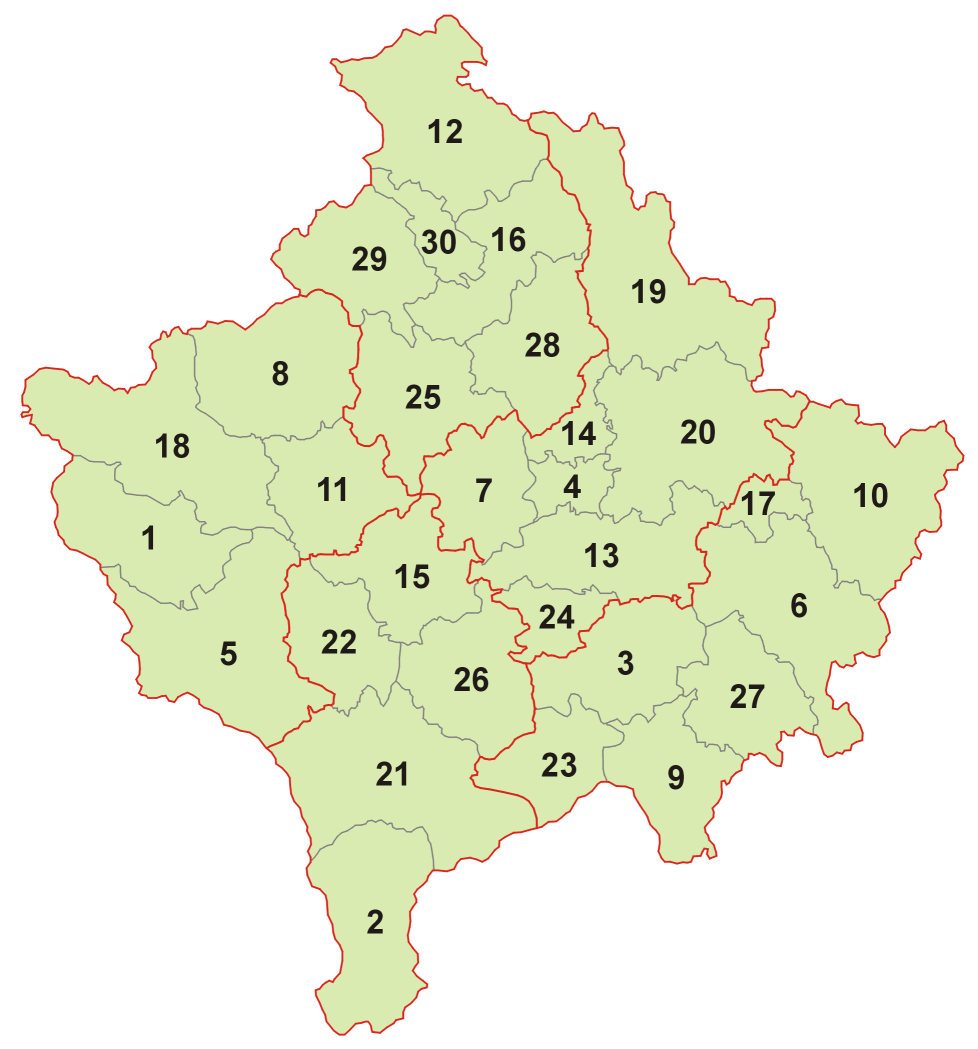
Gminy Kosowa do 2008 r. Numery na mapie odpowiadają numerom przy nazwach gmin na liście zamieszczonej obok

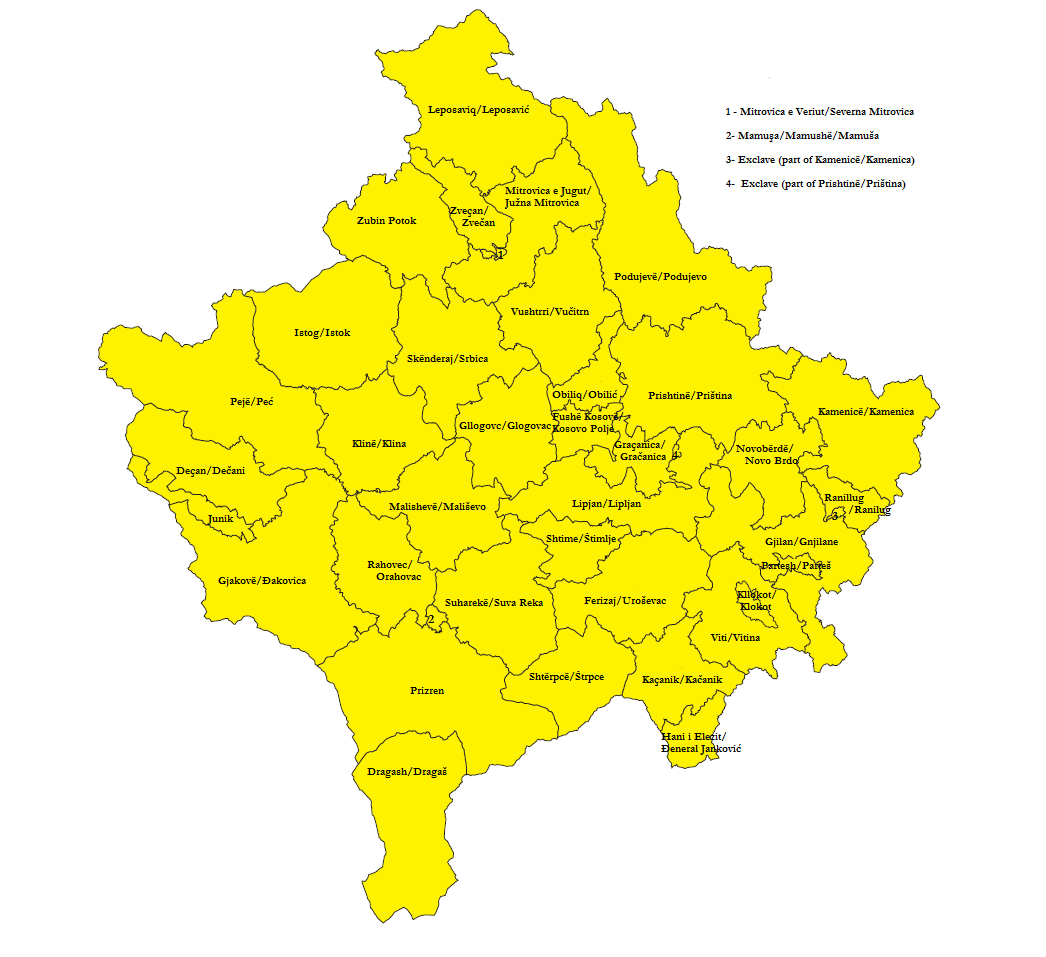
Podział Kosowa na gminy wprowadzony w 2008 r.

2. Komuna e Dragashit / Opština Dragaš (nieoficjalnie po albańsku również Komuna e Sharrit)
3. Komuna e Ferizajit / Opština Uroševac
4. Komuna e Fushë Kosovës / Opština Kosovo Polje
5. Komuna e Gjakovës / Opština Đakovica
6. Komuna e Gjilanit / Opština Gnjilani
7. Komuna e Gllogovcit / Opština Glogovac
8. Komuna e Istogut / Opština Istok
9. Komuna e Kaçanikut / Opština Kačanik
10. Komuna e Kamenicës / Opština Kamenica
11. Komuna e Klinës / Opština Klina
12. Komuna e Leposaviqit / Opština Leposavić
13. Komuna e Lipjanit / Opština Lipljan
14. Komuna e Obiliqit / Opština Obilić
15. Komuna e Malishevë / Opština Mališevo
16. Komuna e Mitrovicës / Opština Mitrovica
17. Komuna e Novobërdës / Opština Novo Brdo
18. Komuna e Pejës / Opština Peć
19. Komuna e Podujevës / Opština Podujevo
20. Komuna e Prishtinës / Opština Priština
21. Komuna e Prizrenit / Opština Prizren
22. Komuna e Rahovecit / Opština Orahovac
23. Komuna e Shtërpcës / Opština Štrpce
24. Komuna e Shtimes / Opština Štimlje
25. Komuna e Skënderajit / Opština Srbica
26. Komuna e Suharekës / Opština Suva Reka (nieoficjalnie po albańsku również Komuna e Therandës)
27. Komuna e Vitisë / Opština Vitina
28. Komuna e Vushtrrisë / Opština Vučitrn
29. Komuna e Zubin Potokut / Opština Zubin Potok
30. Komuna e Zveçanit / Opština Zvečani

Zmiany wprowadzone ustawą z 2008

Parlament Kosowa 20 lutego 2008 przyjął nową ustawę o granicach gmin. Ustawa ta weszła w życie 2 czerwca 2008. Ustawa ta zwiększa liczbę gmin Kosowa z 30 na 38, likwidując jedną gminę, a 9 dodając.

Gminy zlikwidowane:

- Komuna e Mitrovicës / Opština Mitrovica

Gminy ustanowione:

- Mitrowica Północna (Komuna e Mitrovicës së Veriut / Opština Severna Mitrovica)
- Mitrowica Południowa (Komuna e Mitrovicës së Jugut / Opština Južna Mitrovica)
- Komuna Junik / Opština Junik
- Komuna e Hani i Elezit / Opština Dženeral Janković
- Komuna e Mamushës / Opština Mamuša
- Komuna e Graçanicë / Opština Gračanica
- Komuna Ranillug / Opština Ranilug
- Komuna Partesh / Opština Parteš
- Komuna Kllokot / Opština Klokot

### Wspólnota Gmin Serbskich
Porozumienie brukselskie z 2013 r. podpisane przez rząd Kosowa i rząd Serbii zawiera postanowienia dotyczące utworzenia Wspólnota Gmin Serbskich (Zajednica srpskih opština / Asociacioni i Komunave Serbe). Miała powstać w 2015 r., ale jej powstanie zostało odłożone z powodu konfliktów o zakres uprawnień.

## Rejony statystyczne Kosowa

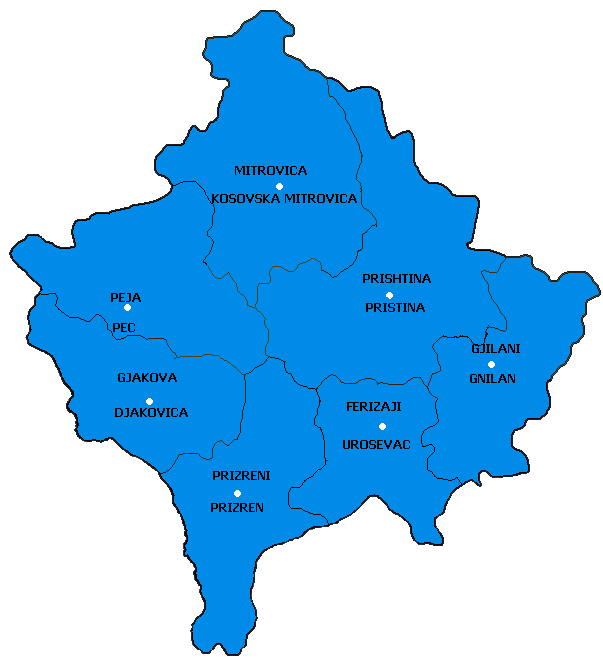
Rejony statystyczne Kosowa

- Regjioni i Ferizajit / Region Uroševac
- Regjioni i Gjilanit / Region Gnjilane
- Regjioni i Gjakovës / Region Đakovica
- Regjioni i Mitrovicës / Region Mitrovica
- Regjioni i Pejës / Region Peć
- Regjioni i Prishtinës / Region Priština
- Regjioni i Prizrenit / Region Prizren

## Podział administracyjny Kosowa w latach1990–1999

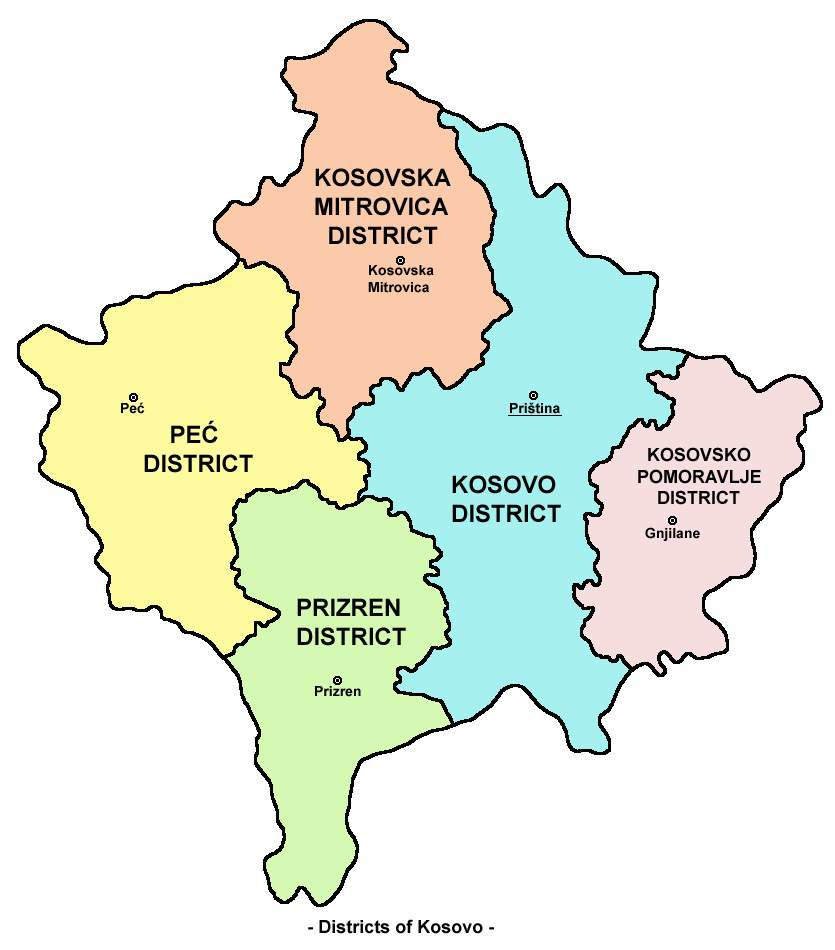
Okręgi Kosowa do 1999

- okręg Kosowo
- okręg Kosovo-Pomoravlje
- okręg Kosowska Mitrowica
- okręg Peć
- okręg Prizren